# Ermal
Ermal  è un nome proprio di persona albanese maschile.

## Varianti
- Ermali[4]

## Origine e diffusione
Il nome è formato dai termini albanesi erë, che significa "vento", e male, che vuol dire "montagna": il suo significato è quindi quello di "vento del/dal monte".
Non si tratta di un nome particolarmente diffuso a livello mondiale. Oltre ad Albania e Kosovo, tra i Paesi in cui questo nome è maggiormente diffuso figurano l'Italia, l'Austria e gli Stati Uniti d'America; in quest'ultimo paese è usato principalmente come nome femminile.

## Onomastico
Il nome è adespota, non essendo portato da alcun santo. L'onomastico si può festeggiare il 1º novembre, giorno in cui cade la festa di Ognissanti. 

## Persone

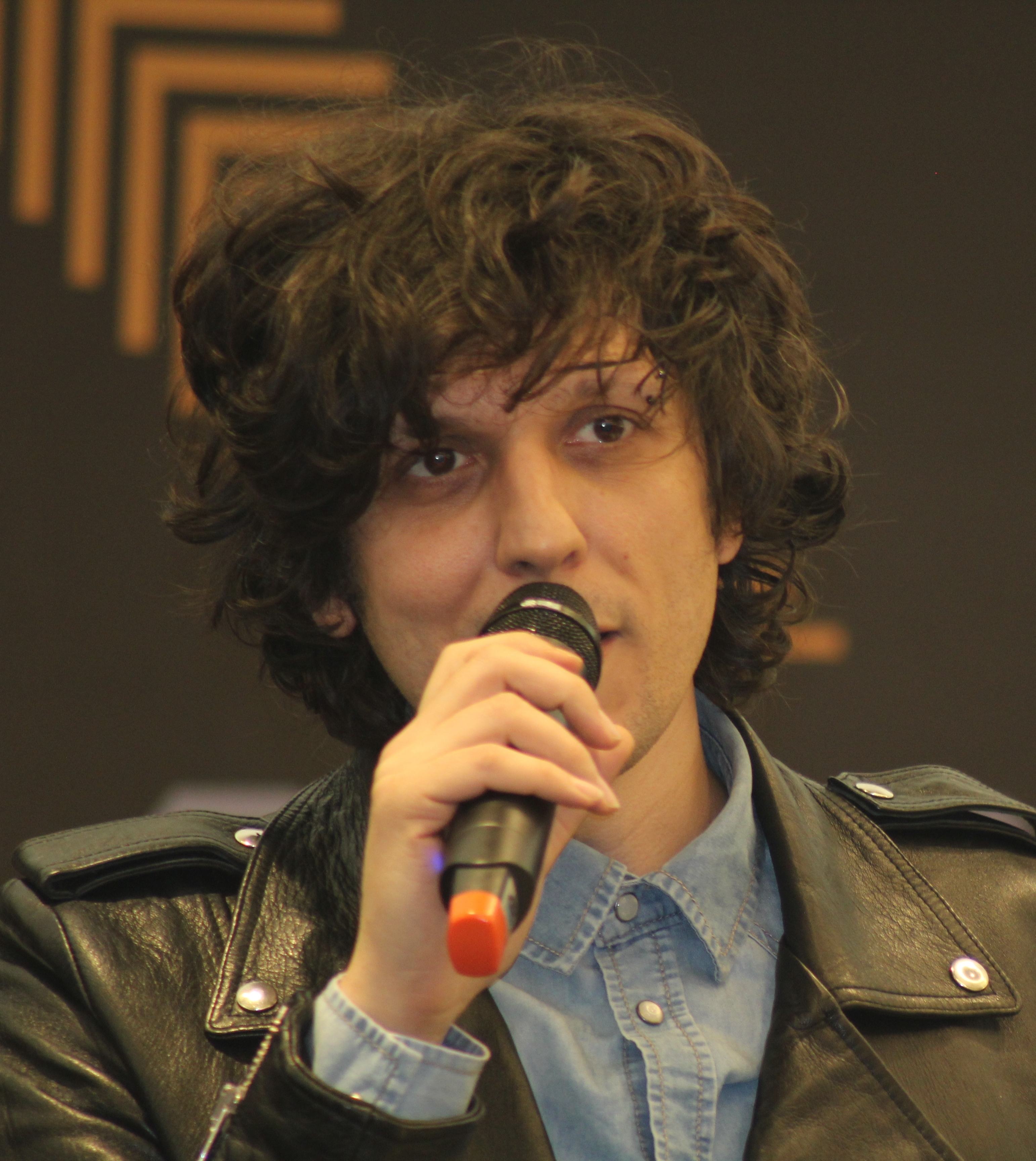
Ermal Meta

- Ermal Fejzullahu, cantante kosovaro
- Ermal Kuqo, cestista albanese
- Ermal Meta, cantautore, compositore e polistrumentista albanese naturalizzato italiano
- Ermal Tahiri, calciatore albanese